# كونستانتينوس ستيفانوبولوس
كونستانتينوس ستيفانوبولوس (باليونانية: Κωνσταντίνος Στεφανόπουλος)‏ (15 أغسطس 1926 - 20 نوفمبر 2016) هو سياسي يوناني ورئيس سابق لدولة اليونان (1995 - 2005) مواليد مدينة باتراس القديمة (ثالثة كبرى المدن في اليونان) في 15 اغسطس 1926، بدأ حياته المهنية كمحامي بعد تخرجه من كلية الحقوق في جامعة أثينا عام 1954، دخل مجال السياسة عام 1958 وتم انتخابه كعضو للبرلمان كمرشح عن اتحاد الراديكاليين القوميين، إنظم فيما بعد إلى حزب الديمقراطيين الجدد ومثلهم في البرلمان لعدة اعوام. تم اختياره نائبا لوزير التجارة عام 1974 وخدم خلال مسيرته السياسية وزيرا للداخلية (1975)، وزيرا للشؤون الاجتماعية (1976) ووزير الدولة للشؤون الرئاسية (1977 - 1981).
في عام 1985 انسحب من حزب الديمقراطيين الجدد وشكل حزب التجديدالديمقراطي في نفس العام وتم اختيارة ممثلا لمدينة أثينا في البرلمان اليوناني. فاز بالانتخابات الرئاسية اليونانية لعام 1995 وأصبح رئيسا لليونان في 8 مارس 1995 وفاز بالانتخابات مرة أخرى عام 2000 وحكم لغاية 2 مارس 2005 حيث خلفه في الحكم الرئيس الحالي لليونان كارولوس بابولياس, كان كوستاس ستيفانوبولوس هو المفتتح الرسمي للالعاب الأولمبية الصيفية الثامنة والعشرون في مدينة أثينا.

## روابط خارجية
- كونستانتينوس ستيفانوبولوس على موقع مونزينجر (الألمانية)
- كونستانتينوس ستيفانوبولوس على موقع أوليمبيديا (الإنجليزية)